# Veronica acinifolia
Veronica a foglie di acino (nome scientifico Veronica acinifolia L., 1762) è una pianta erbacea annua appartenente alla famiglia delle Plantaginaceae.

## Etimologia
Il nome generico (Veronica) deriva dal personaggio biblico Santa Veronica, la donna che ha dato a Gesù un panno per asciugare il suo volto mentre è sulla via del Calvario. Alcune macchie e segni sui petali della corolla di questo fiore sembrano assomigliare a quelli del sacro fazzoletto di Veronica. Per questo nome di pianta sono indicate altre etimologie come l'arabo "viru-niku", o altre derivate dal latino come "vera-icona" (immagine vera). L'epiteto specifico (acinifolia) deriva da due parole greche: acinos (= pianta alpina) e folium (= foglia) e significa "con foglie d'Acinos alpinus".
Il nome scientifico della specie è stato definito da Linneo (1707 – 1778), conosciuto anche come Carl von Linné, biologo e scrittore svedese considerato il padre della moderna classificazione scientifica degli organismi viventi, nella pubblicazione "Species Plantarum, Edition 2 - 2. 1: 19" del 1762.

## Descrizione

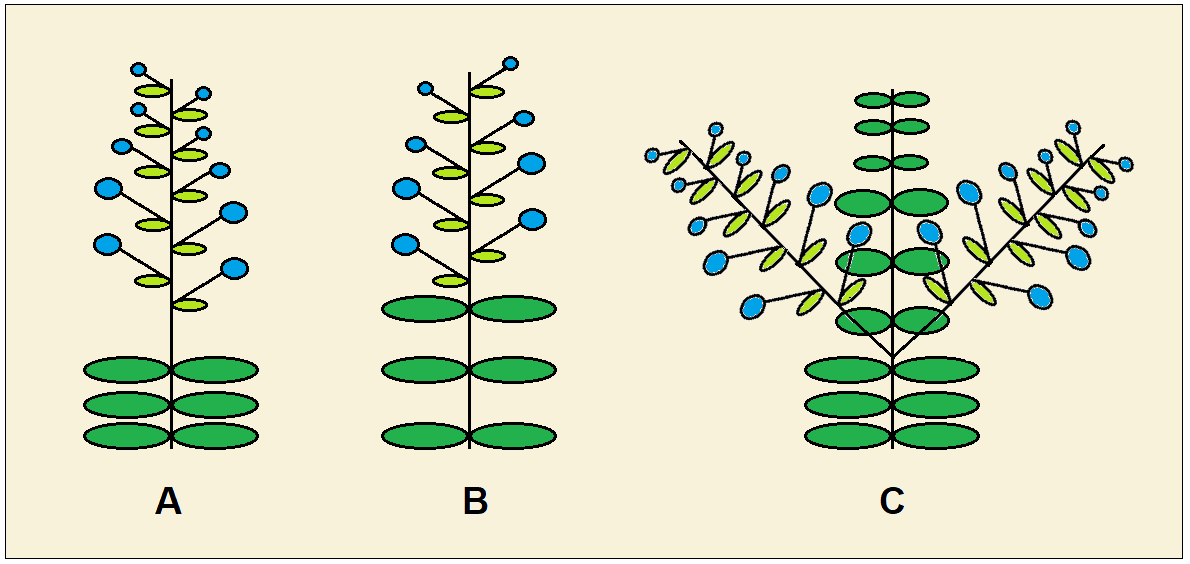
Racemi dell'infiorescenza: A) racemi terminali separati dalle foglie; B) racemi terminali non separati dalle foglie; C) racemi laterali

L'altezza di questa pianta varia tra 5 e 20 cm.  La forma biologica è terofita scaposa (T scap), ossia in generale sono piante erbacee che differiscono dalle altre forme biologiche poiché, essendo annuali, superano la stagione avversa sotto forma di seme e sono munite di asse fiorale eretto e spesso privo di foglie.

### Radici
Le radici sono secondarie da rizoma.

### Fusto
La parte aerea del fusto è semplice o ramificata alla base. La superficie è brevemente pubescente; in alto sono presenti dei peli ghiandolari più o meno patenti (si anneriscono con la disseccazione). 

### Foglie
Le foglie inferiori (quelle cauline) sono disposte in modo opposto e sono largamente ovali con un breve picciolo. Ai lati sono presenti 4 - 5 denti irregolari. 

### Infiorescenza
Le infiorescenze sono dei racemi terminali con circa 10 - 25 fiori. I racemi sono più o meno chiaramente separati dalla parte fogliare (tipo A). I fiori sono posizionati all'ascella di una brattea di tipo fogliaceo. Le brattee, disposte in modo alterno, hanno delle forme da strettamente lanceolate a ovali-lanceolate con dimensioni minori rispetto alle foglie. I peduncoli dei fiori sono patenti, lunghi più o meno come le brattee e ricoperti di peli incurvati semplici e ghiandolari (patenti anche questi). 

### Fiore
I fiori sono ermafroditi e tetraciclici (composti da 4 verticilli: calice – corolla – androceo – gineceo), pentameri (calice e corolla divisi in cinque parti). Larghezza dei fiori: 3 – 5 mm.
- Formula fiorale:

X o * K (4-5), [C (4) o (2+3), A 2+2 o 2], G (2), capsula.
- Calice: il calice campanulato, gamosepalo e più o meno attinomorfo, è diviso in 4 profondi lobi (il sepalo posteriore - il quinto - è mancante), con apice acuto, e con alcune ciglia ghiandolari patenti.
- Corolla: la corolla è gamopetala e debolmente zigomorfa con forme tubolari (il tubo è corto) e terminante in quattro larghi lobi patenti (il lobo superiore è leggermente più grande - due lobi fusi insieme, quello inferiore è più stretto). La corolla è resupinata; i lobi sono appena embricati. Il colore della corolla è blu.
- Androceo: gli stami sono due lunghi (gli altri tre sono abortiti) e sono sporgenti dal tubo corollino. I filamenti sono adnati alla corolla. Le antere hanno due teche più o meno separate, uguali con forme arrotondate.
- Gineceo: il gineceo è bicarpellare (sincarpico - formato dall'unione di due carpelli connati). L'ovario (biloculare) è supero con forme ovoidi e compresso lateralmente. Gli ovuli per loculo sono da numerosi a pochi (1 - 2 per loculo), hanno un solo tegumento e sono tenuinucellati (con la nocella, stadio primordiale dell'ovulo, ridotta a poche cellule).[10] Lo stilo filiforme con stigma capitato e ottuso è appena sporgente dall'insenatura della corolla. Il disco nettarifero è presente nella parte inferiore della corolla (sotto l'ovario).
- Fioritura: da marzo a maggio (giugno).

### Frutti
Il frutto è del tipo a capsula divisa fino a metà in due lobi e con ciglia ghiandolari patenti. La forma è più larga che lunga. La deiscenza è loculicida. I semi sono numerosi con forme appiattite. Dimensione della capsula: 4 x 2,5 mm.

## Riproduzione
- Impollinazione: l'impollinazione avviene tramite insetti (impollinazione entomogama).
- Riproduzione: la fecondazione avviene fondamentalmente tramite l'impollinazione dei fiori (vedi sopra).
- Dispersione: i semi cadendo a terra (dopo essere stati trasportati per alcuni metri dal vento – disseminazione anemocora) sono successivamente dispersi soprattutto da insetti tipo formiche (disseminazione mirmecoria).

## Distribuzione e habitat

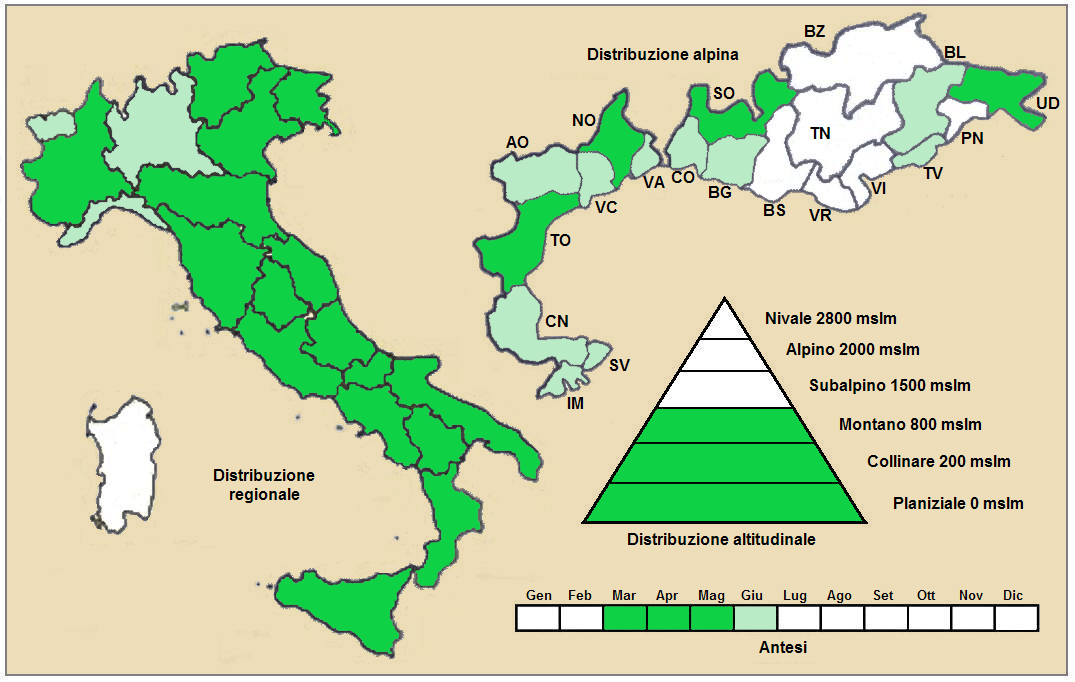
Distribuzione della pianta
(Distribuzione regionale – Distribuzione alpina)

- Geoelemento: il tipo corologico (area di origine) è Centro e Sud Est Europeo.
- Distribuzione: in Italia è una specie comune ed è presente ovunque (non nelle isole). Nelle Alpi la distribuzione è discontinua. Fuori dall'Italia, sempre nelle Alpi, questa specie si trova in Francia (dipartimenti di Alpes-de-Haute-Provence e Isère), in Svizzera (cantone Vallese) e Slovenia. Sugli altri rilievi europei collegati alle Alpi si trova nel Massiccio Centrale, Pirenei, Monti Balcani e Carpazi.[12] Nel resto dell'Europa e dell'areale del Mediterraneo la specie Veronica acinifolia si trova nell'Europa mediterranea (e in parte nell'Europa centrale), in Anatolia e in Siria.[13]
- Habitat: l'habitat tipico per questa pianta sono le vigne, i campi e gli incolti. Il substrato preferito è siliceo con pH acido, medi valori nutrizionali del terreno che deve essere umido.[12]
- Distribuzione altitudinale: sui rilievi queste piante si possono trovare fino a 600 m s.l.m.; frequentano quindi i seguenti piani vegetazionali: montano e collinare (oltre a quello planiziale – a livello del mare).

### Fitosociologia
Dal punto di vista fitosociologico alpino Veronica acinifolia appartiene alla seguente comunità vegetale:
- Formazione: delle comunità terofitiche pioniere nitrofile.

- Classe: Isoeto-Nanojuncetea

- Ordine: Nanocyperetalia flavescentis

- Alleanza: Nanocyperion flavescentis

## Tassonomia
La famiglia di appartenenza (Plantaginaceae) è relativamente numerosa con un centinaio di generi. La classificazione tassonomica di questa specie è in via di definizione in quanto fino a poco tempo fa il suo genere apparteneva alla famiglia delle Scrophulariaceae (secondo la classificazione ormai classica di Cronquist), mentre ora con i nuovi sistemi di classificazione filogenetica (classificazione APG) è stata assegnata alla famiglia delle Plantaginaceae; anche i livelli superiori sono cambiati (vedi il box tassonomico iniziale). Questa pianta appartiene alla sottotribù Veroniciinae (tribù Veroniceae e sottofamiglia Digitalidoideae). Il genere Veronica è molto numeroso con oltre 250 specie a distribuzione cosmopolita.

### Filogenesi
La specie V. acinifolia appartiene alla sezione (o sottogenere) Pocilla Dumort.. Questo gruppo è caratterizzato da un ciclo biologico annuo, dalle infiorescenze formate da racemi terminali con brattee ben distinte dalle foglie oppure i fiori sono isolati all'ascella di foglie normali (quindi le brattee non si distinguono dalle foglie), dal calice a 4 lobi e dai semi piani o incavati.
Secondo altre ricerche di tipo filogenetico più recenti (2004) la specie di questa voce è inserita nel subgen. Beccabunga (Hill) Dumort..
Il numero cromosomico di V. acinifolia è: 2n = 14.

### Sinonimi
Questa entità ha avuto nel tempo diverse nomenclature. L'elenco seguente indica alcuni tra i sinonimi più frequenti:
- Agerella acinifolia (L.) Fourr.
- Cardia orbicularis  Dulac
- Veronica perpusilla  Boiss.

## Altre notizie
La veronica a foglie di acino in altre lingue è chiamata nei seguenti modi:
- (DE)  Steinquendel-Ehrenpreis, Drusiger Ehrenpreis
- (FR)  Véronique à feuilles d'acinos
- (EN)  French Speedwell